# Donji Žabar
Općina Donji Žabar se nalazi u sjevernom dijelu Bosne i Hercegovine.

## Povijest
Radi se o vrlo mladoj i nerazvijenoj općini, nastaloj nakon Daytonskog sporazuma. 
Dio je Orašja koji je potpao pod Republiku Srpsku te mu je promijenjeno ime u Srpsko Orašje, a nakon odluka Ustavnog suda u BiH u ime Donji Žabar. Površina općine iznosi 49,30 km2, a ima oko 5000 stanovnika. Općina se sastoji iz četiri mjesne zajednice.

## Stanovništvo
| Stanovništvo područja općine Donji Žabar |                |                                 |
| godina popisa                            | 2013.          | 1991. u promijenjenim granicama |
| Hrvati                                   | 1029 (27,01 %) | 1490 (35,34 %)                  |
| Srbi                                     | 2759 (72,43 %) | 2636 (62,52 %)                  |
| Muslimani                                | 5 (0,13 %)     | 14 (0,33 %)                     |
| ostali i nepoznato                       | 16 (0,42 %)    | 76 (1,80 %)                     |
| ukupno                                   | 3809           | 4216                            |

### Donji Žabar (naseljeno mjesto), nacionalni sastav
| Donji Žabar        |                |                |                |
| godina popisa      | 1991.          | 1981.          | 1971.          |
| Srbi               | 1394 (98,16 %) | 1454 (96,10 %) | 1622 (98,96 %) |
| Muslimani          | 3 (0,21 %)     | 1 (0,06 %)     | 5 (0,30 %)     |
| Hrvati             | 2 (0,14 %)     | 5 (0,33 %)     | 4 (0,24 %)     |
| Jugoslaveni        | 13 (0,91 %)    | 49 (3,23 %)    | 5 (0,30 %)     |
| ostali i nepoznato | 8 (0,56 %)     | 4 (0,26 %)     | 3 (0,18 %)     |
| ukupno             | 1420           | 1513           | 1639           |